# Biserica de lemn din Corni
Biserica de lemn Sfântul Ioan Bogoslov, din satul Corni, Neamț - comuna Bodești - județul Neamț, este un așezământ ortodox care aparține de Arhiepiscopia Iașilor, Mitropolia Moldovei și Bucovinei

## Istoric
Inițial a fost ctitorită în anul 1783 de către domnița Ancuța Sturza pentru satul Muncel din ținutul Romanului. Așezarea mai târziu a fost strămutată, biserica rămânând izolată și nefolosită.
Pământurile care inconjoară cătunul Corni fiind la acea vreme în proprietatea boierului Nicu Kălinău, prin bunăvoința acestuia și a fiicelor sale, construcția a fost strămutată în 1819 pe Măgura Cornilor, actual numită "Dealul bisericii"
Dealul Corni face parte din aliniamentul Subcarpaților Moldovei, are o înălțime de 603m și este situat între Șeaua Bălțătești si Valea Cracăului

## Caracteristici
Este o construcție din bârne de stejar cu plan cruciform, având absidele laterale dreptunghiulare. Clopotnița este așezată deasupra pridvorului. Acoperișul este larg și cu marginile rotunjite. La intrarea în biserică meșterul lemnar a însemnat cu litere chirilice următoarea inscripție: 
Această sfântă biserică am făcut-o eu Licu Tastu la 7291 adică în anul de la Hristos 1783.
Cu excepția ușilor împărătești catapeteasma nu are sculptură, fiind acoperită cu icoane din secolul al XVIII-lea. Dintre obiectele și cărțile de cult care s-au mai păstrat merită amintit Epitaful din 1783 dăruit probabil de Ancuța Sturza, și Evanghelia tipărită în 1780 la București.

## Acces
Din Piatra Neamț spre Târgu Neamț pe DN15C, apoi la dreapta în Bodești spre Bodeștii de Jos-Corni, pe DJ155G.
Din Roman pe DN15D, apoi la dreapta la intrare în Girov pe DJ208G, ulterior la stânga între Ștefan cel Mare și Vad (Dragomirești) spre Cârligi-Soci-Bordea-Corni pe DJ155G.

## Imagini

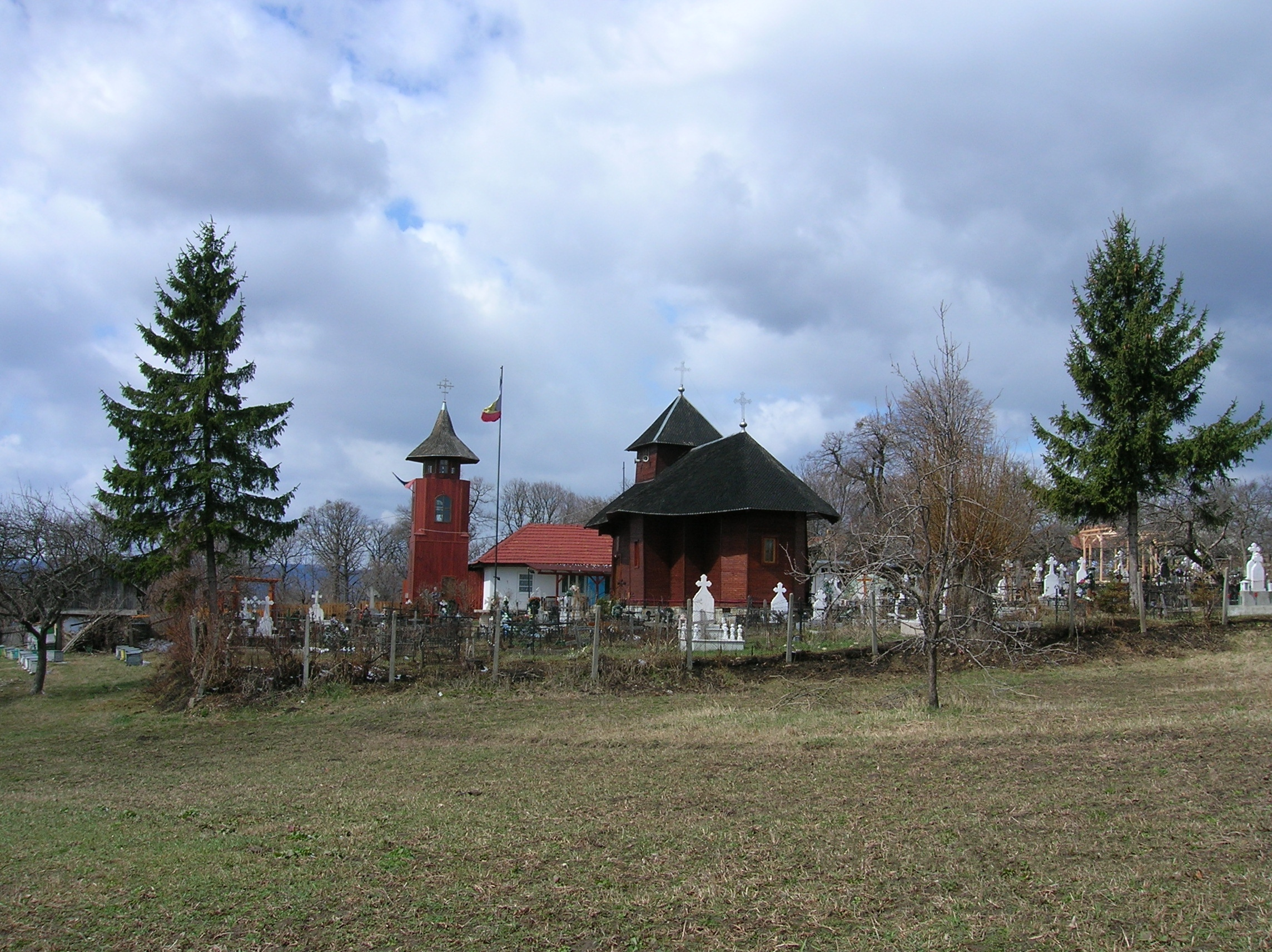
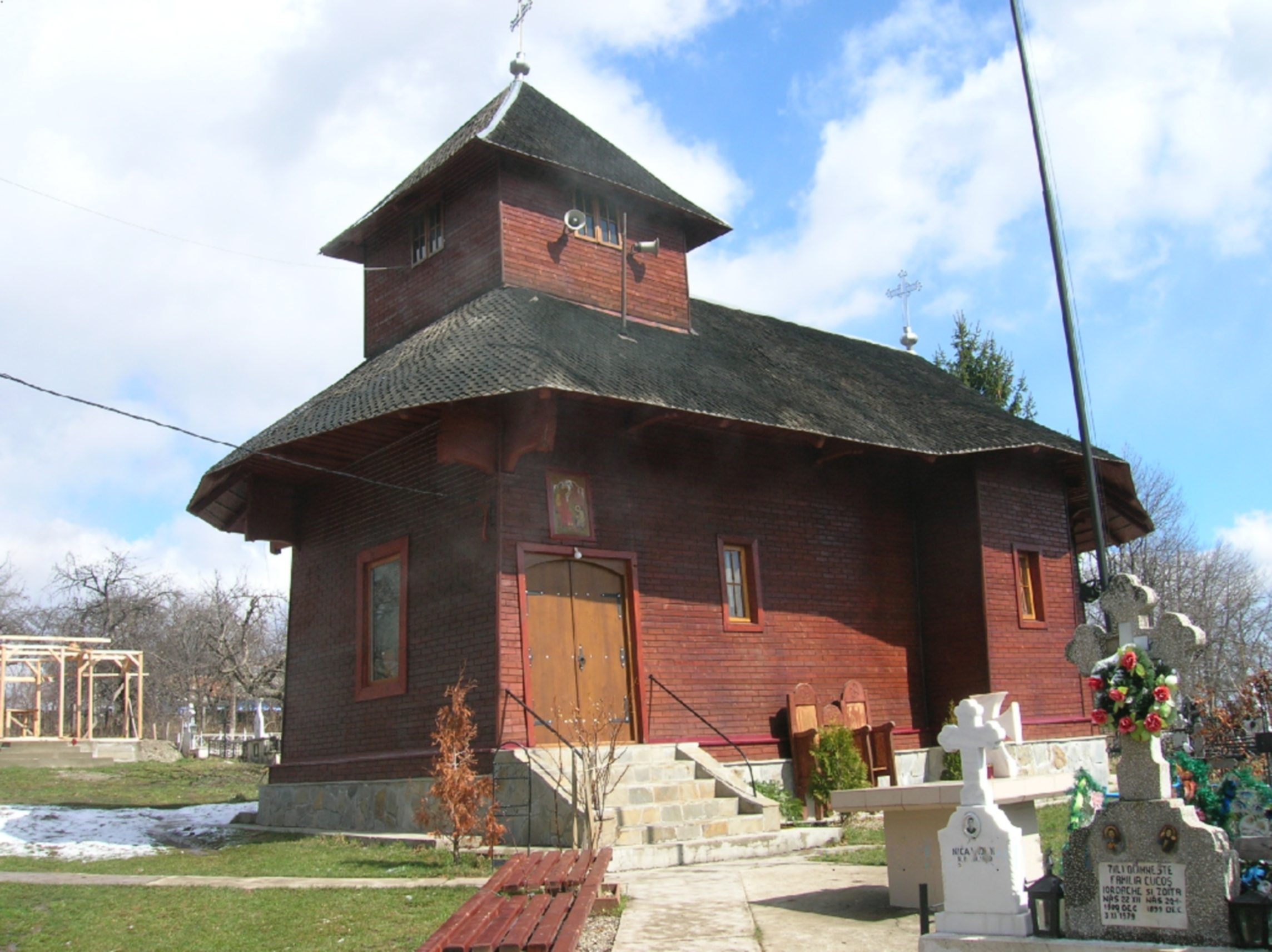
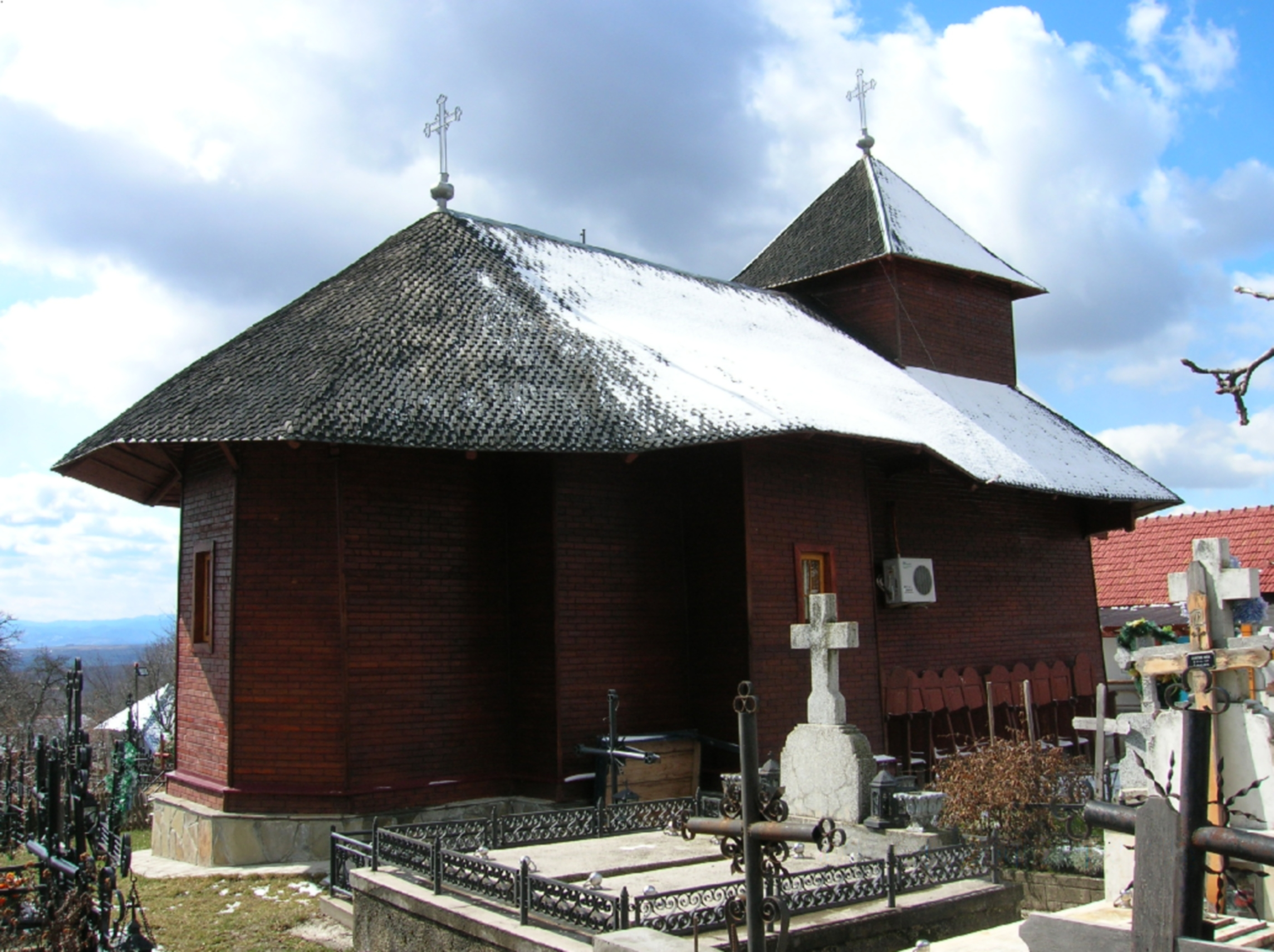
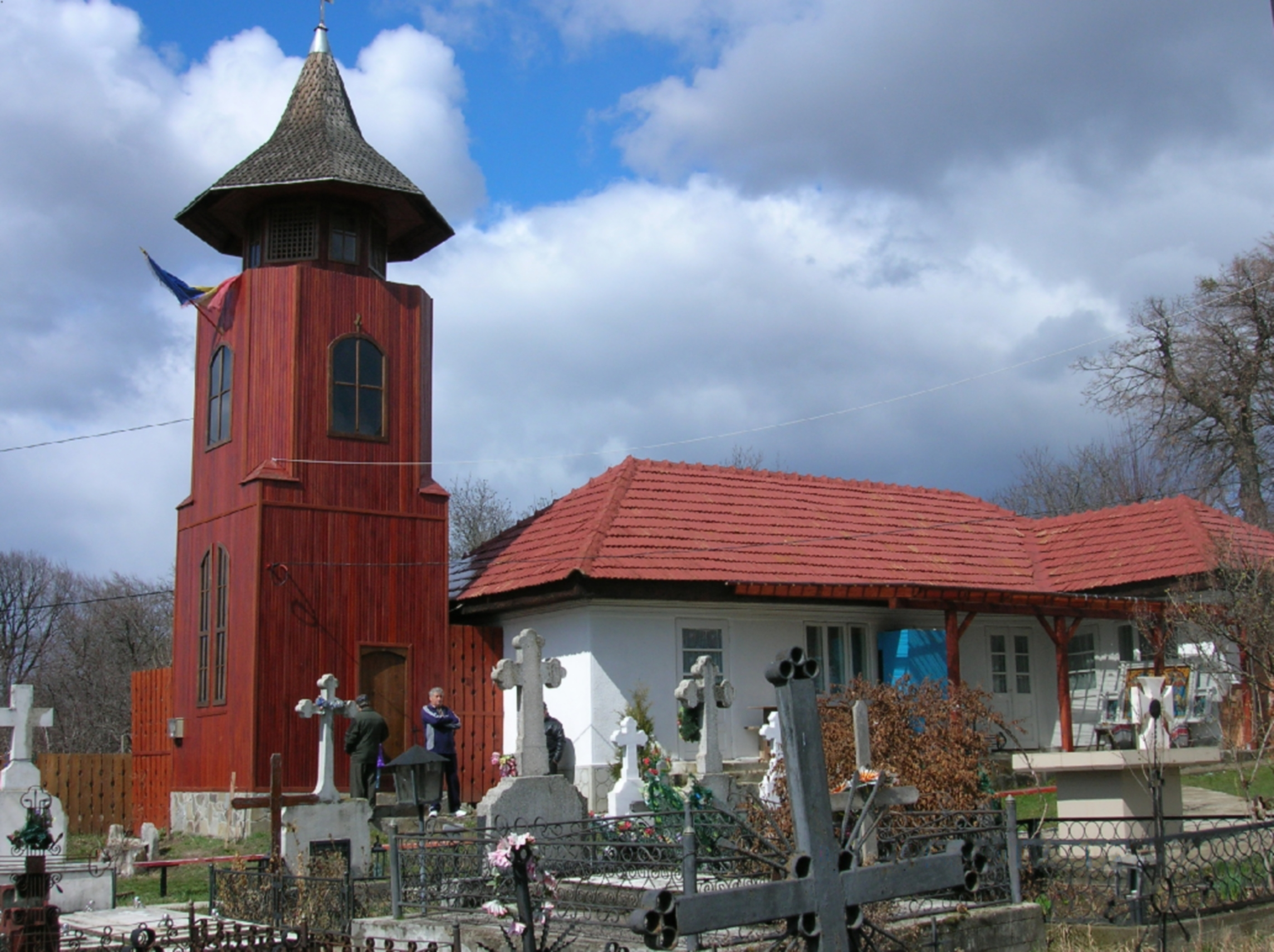
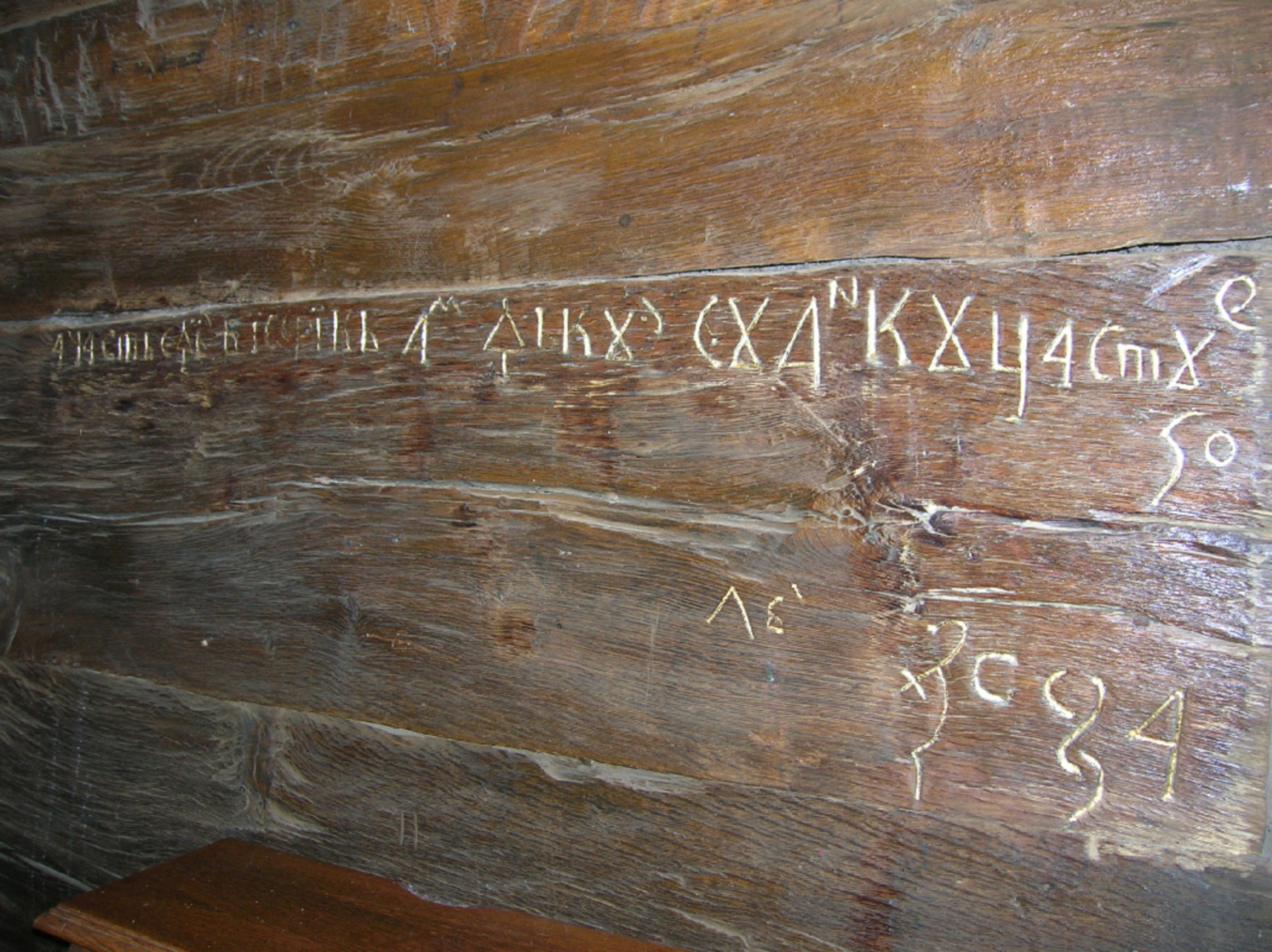
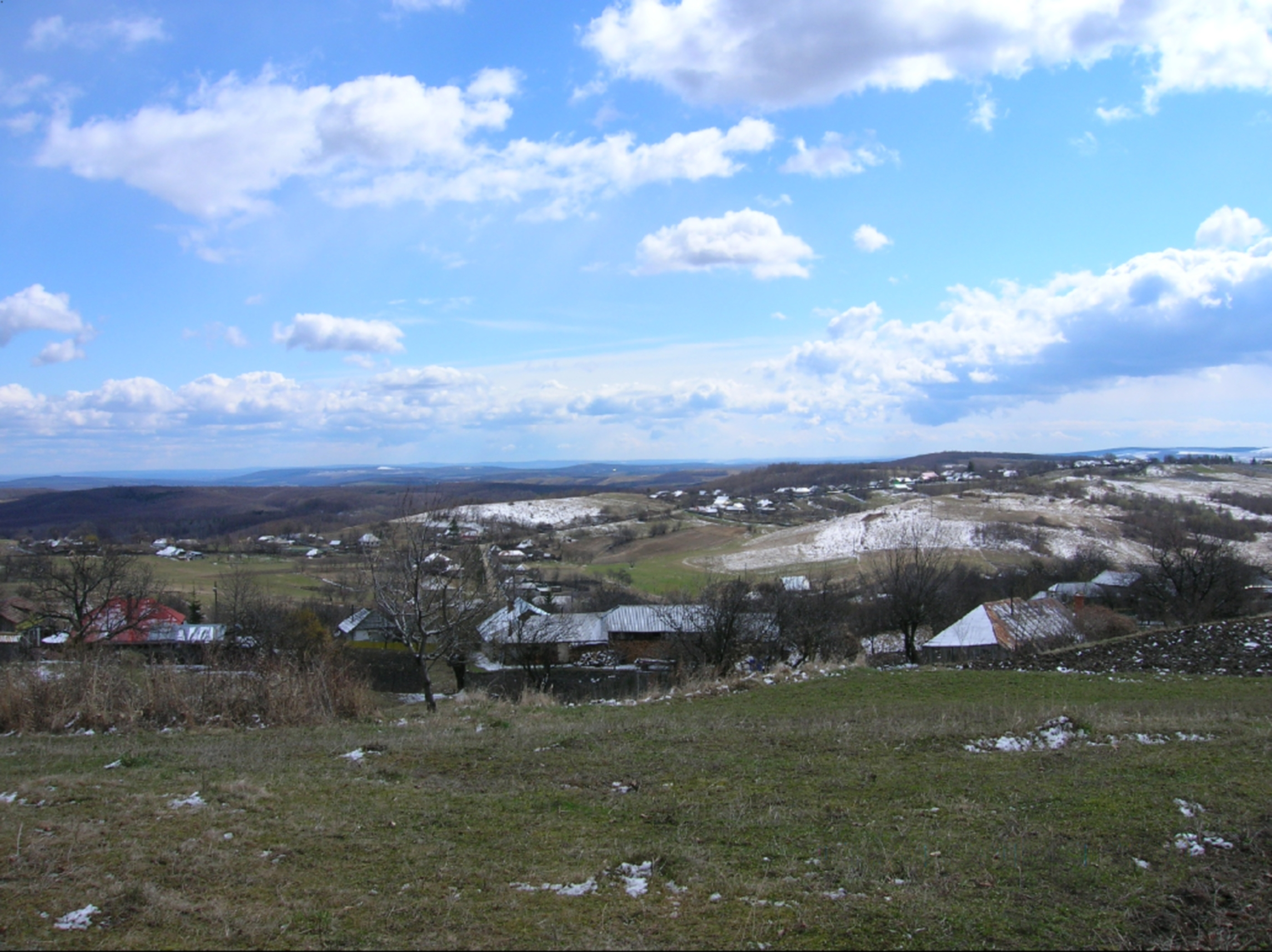